# Kizu Kōkichi
Kizu Kōkichi est un nom japonais traditionnel ; le nom de famille (ou le nom d'école), Kizu, précède donc le prénom (ou le nom d'artiste).
Kizu Kōkichi (木津 幸吉), né le 8 février 1830 et mort le 7 septembre 1895, est un photographe japonais, pionnier de la photographie au Japon. Il installe en 1866 un studio photographique à Hakodate sur l'île de Hokkaidō.